# Єльонек (Познанський повіт)
Єльонек (пол. Jelonek) — село в Польщі, у гміні Сухий Ляс Познанського повіту Великопольського воєводства.
У 1975-1998 роках село належало до Познанського воєводства.